# Maurice de Sully
Maurice de Sully (nascut entre el 1105 i el 1120, Sully-sur-Loire - † 1196, París) fou un prevere francès de l'edat mitjana. Fou bisbe de París entre de 1160 i a 1196.

## Biografia
Va néixer al si d'una família de pobres serfs a Sully-sur-Loire, prop d'Orleans, a començament del segle xii. La partícula «de» en el cognom no és cap marca de noblesa. Sa mare era probablement una escombrera i son pare llenyataire al servei de l'abadia benedictina de Fleury. Hi hauria rebut ell primer ensenyament, encara que no tots els historiadors accepten aquesta hipòtesi.
Arribà a París el 1140 i estudià per ser religiós a l'escola de la cetadral. Hauria pagat els estudis netejant les habitacions d'estudiants rics. Amb tot això, va esdevenir professor de teologia i un predicador eloqüent.
Sovint s'ha afirma, però sense prou proves, que era canonge de Bourges. El 1159 apareix com a arxidiaca de París i el 12 d'octubre del 1160, en gran manera per la influència de Lluís VII, fou elegit per succeir Pere Llombard a la seu episcopal parisenca.
L'actual Catedral de Notre-Dame s'erigeix com un monument al seu govern episcopal, en un projecte desmesurat de reforma de tota la punta de l'Illa de la Ciutat. La construcció va començar i gairebé completada sota el seu mandat. El papa Alexandre III, el 1163, posà la primera, i el 1185 oficiava el patriarca de Jerusalem, Heracli, un cop completat el santuari. També convertí la sinagoga que es trobava al lloc de l'avui Església de la Madeleine quan foren sotmesos els jueus de París el 1182 per Felip II, i degudament hi consagrà un temple dedicat a Maria Magdalena.
Maurice de Sully també va reconstruir el palau episcopal en què la noblesa i el clergat es reuní el 1179 en la coronació de Felip August en govern conjunt amb el seu pare Lluís VII. Com gaudia de la confiança de tots dos governants, acompanyà Lluís a la seva trobada amb Frederic Barba-roja a Saint-Jean-de-Losne el 1162, i fou un dels guardians del tresor reial durant la Tercera Croada (1190).
En la controvèrsia entre Thomas Becket i el rei Enric II defensà enèrgicament el primer i, en tres lletres que encara es conserven, defensà la seva causa davant Alexandre III. Va prohibir la celebració de la festa de la Immaculada Concepció a la seva diòcesi, però amb el suport de les apel·lacions a la Sagrada Escriptura (Job, xix, 25-27) i la doctrina de la resurrecció dels cossos, en contra d'alguns nobles escèptics. Si bé mantingué l'administració de la seva diòcesi, es retirà, a la fi de la vida, al monestir de Saint-Victor, on va morir.
Maurice és l'autor d'un tractat sobre el cànon de la missa, conservada en manuscrit a Bourges. Seixanta-set sermons en llatí, Més tard es van traduir en francès, «la llengua nova», considerada també com una de les obres més antigues d’aquella llengua. Els escrits en llatí no estaven directament destinats a la gent, sinó més aviat per a l'ús i estudi del clergat. Els sermons en francès no semblen ser en llur forma actual, l'obra original de Maurice de Sully, més comunament es consideren com versions de la seva col·lecció llatina fetes pels eclesiàstics.

## Reconeixement
- El 1963, el vuité centenari de la Catedral, la vila de Sully li va dedicar un un baix relleu a l'església.[1]